# Konrad von Pfeffenhausen
Konrad von Pfeffenhausen (mort le 17 mai 1305 à l'abbaye d'Heilsbronn) est prince-évêque d'Eichstätt de 1297 à sa mort.

## Biographie
Konrad est issu de la famille de Pfeffenhausen, où se trouve un château-fort. Son père est Ulrich von Pfeffenhausen et sa mère est la sœur de Henri II de Rotteneck, prince-évêque de Ratisbonne de 1277 à 1296.
Konrad est chanoine d'Eichstätt en 1280. Il occupe d'autres postes dans le diocèse d'Eichstätt et il est également chanoine de Ratisbonne et chancelier du duc Louis II de Bavière, ce qui lui donne d'importants liens politiques. Le comte Gebhardt VI von Hirschberg, vogt de l'église d'Eichstätt, demande que le patrimoine des Hirschberg (de) aille à la principauté épiscopale d'Eichstätt s'il est sans enfant. Cependant, l'héritage consiste également à assumer des dettes et à traiter les créances des pays voisins, ce qui occupera encore les deux successeurs de Conrad II, Jean de Dürbheim et Philipp von Rathsamhausen. Les travaux de construction connus sont les châteaux de Nassenfels (de) et Mörnsheim (de). Il est enterré dans la cathédrale d'Eichstätt, sa tombe est l'une des plus anciennes.